# Vrouw met een waaier
Vrouw met een waaier (Woman with a Fan) is een schilderij van de Spaanse kunstschilder Pablo Picasso.
Het is uitgevoerd in olieverf op doek en meet 152 x 101 cm. Het bevindt zich in de Hermitage in Sint-Petersburg. Picasso heeft het in 1907 vervaardigd.